# Martin Spelmann
Martin Spelmann (født 21. marts 1987) er en dansk fodboldspiller som spiller for Hvidovre IF i Superligaen. Han har tidligere spillet i Brøndby IF, AC Horsens, OB og AGF i Danmark samt i den tyrkiske klub Gençlerbirliği og norske Strømsgodset IF.

## Klubkarriere

### Brøndby IF
Han fik sit gennembrud i efteråret 2006 for Brøndby IF, efter at Rene Meulensteen havde overtaget trænerposten i Brøndby. Spelmann havde tidligere spillet i Rosenhøj. Spelmann kan spille både back og på den defensive midtbane. Han var efter gennembruddet i Brøndby blevet fast mand på det danske U/21 landshold. Efter en længere periode med skuffende resultater røg Rene Meulensteen dog snart væk fra trænersædet i Brøndby, og Martin Spelmann mistede sin startplads i Brøndby under den nye træner Tom Køhlert. Dette skete ikke øjeblikkeligt, men langsomt og sikkert blev han mere og mere gjort til marginalspiller i Brøndby IF.

### AC Horsens
I sin søgen efter fast spilletid skiftede Spelmann derfor til SAS liga-rivalerne fra AC Horsens i juli måned 2008.
Dette viste sig senere at blive et godt skifte for Martin Spelmann. Han blev omgående gjort til fast mand af træner Kent Nielsen. Efter et halvt år i AC Horsens kom tidligere assistenttræner i Brøndby, Henrik Jensen til AC Horsens og valgte også at bruge Spelmann i startopstillingen. Spelmann og Horsens rykkede ud af Superligaen efter sæsonen 2012/13. Ud røg Henrik Jensen og ind kom Johnny Mølby.

### Odense Boldklub
Efter at være rykket i 1. division med AC Horsens efter sæsonen 2012/13 skiftede Spelmann i sommeren 2013 til Odense Boldklub på en treårig kontrakt.

### Gençlerbirliği S.K.
Den 28. maj 2015 blev det offentliggjort, at Martin Spelman skiftede til den tyrkiske klub Genclerbirligi. Han skrev under på en 3-årig kontrakt. Opholdet blev dog aldrig nogen succes.

### AGF
Den 1. juli 2016 blev det offentliggjort, at Martin Spelman skiftede til danske AGF, hvor han skrev under på en 3-årig kontrakt. Han fik sin debut for AGF i Superligaregi den 17. juli 2016 i 1. spillerunde, da han startede inde og spillede de første 76 minutter, inden han blev erstattet af Elmar Bjarnason i en 1-2-sejr ude over SønderjyskE. Han scorede sit mål nummer 1 (56. minut) og 2 (80. minut) i en 6-2-sejr hjemme over Esbjerg fB. Han spillede i alt 29 kampe ud af 36 mulige i 2016-17-sæsonen.
I sine to første sæsoner i AGF fik Spelmann ganske meget spilletid, men i sæsonen 2018-19 blev han oftest brugt som indskifter, og inden begyndelsen på forårssæsonen var han ramt af småskader, der gjorde udsigten til spilletid endnu mindre. Derfor fik han af AGF mulighed for at finde en anden klub et halvt år inden udløb af kontrakten.

### Strømsgodset IF
Den 28. februar 2019 blev det offentliggjort, at Martin Spelman skiftede til den norske klub Strømsgodset IF, hvor han skrev under på en 2-årig kontrakt frem til slutningen af 2020 sæsonen.  Den 10 februar 2020 blev det offentliggjort at han har fået ophævet sin kontrakt med øjeblikkelig virkning.

## Landsholdskarriere
Spelmann har spillet på alle U-landsholdene og opnåede i alt 33 kampe fra U/16 til U/21. Han blev udtaget til ligalandsholdet i december 2011 og fik to uofficielle kampe i januar 2016.